# Lista de expedições à Estação Espacial Tiangong

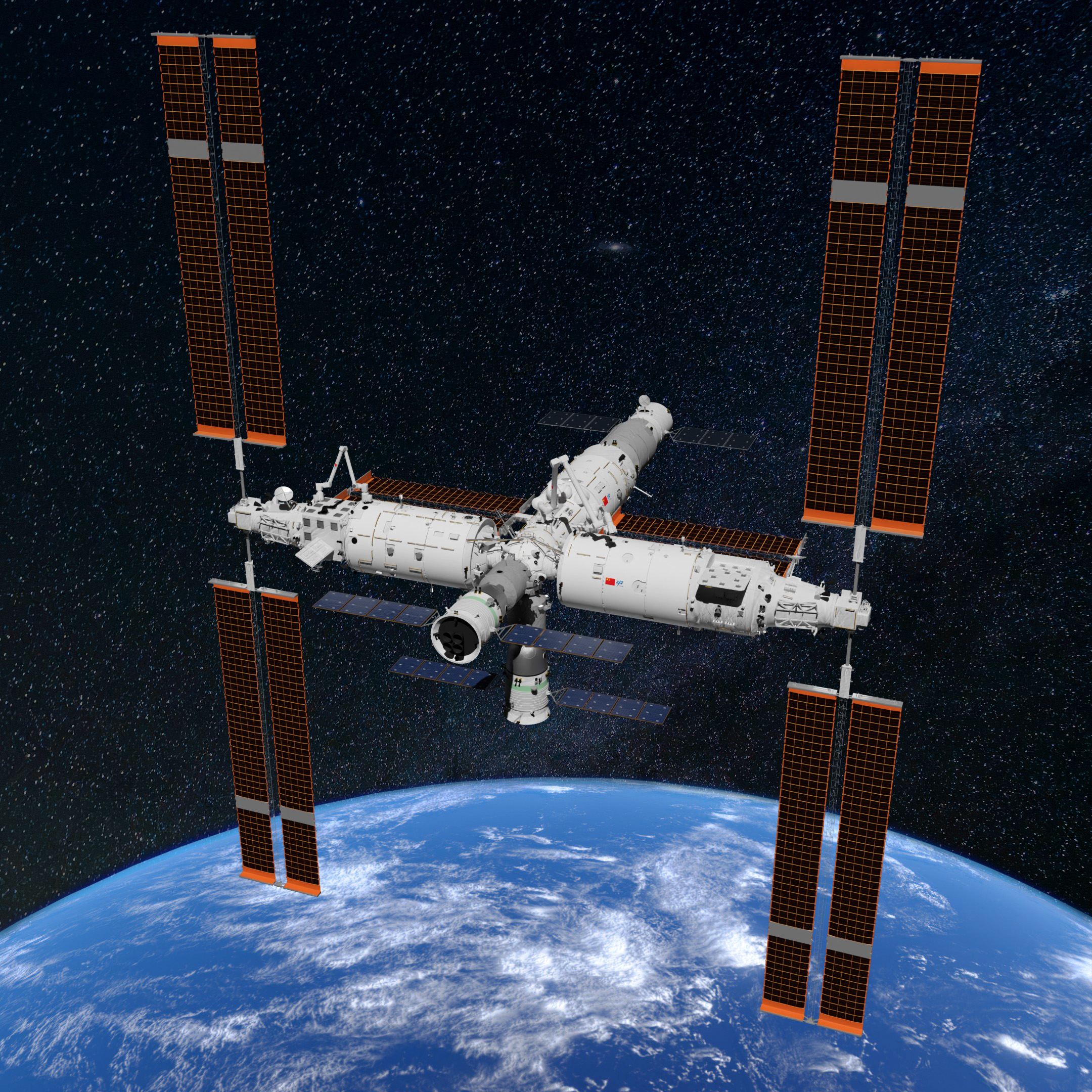
Renderização da Estação Espacial Tiangong a partir de 03 de novembro de 2022.

Esta é uma lista das expedições à Estação Espacial Tiangong, uma estação espacial chinesa em órbita da Terra lançada em 2021. Uma expedição faz referência à tripulação que ocupa a estação para pesquisa e desenvolvimento. As expedições podem durar até seis meses, incluindo três membros durante o tempo regular e seis durante a transferência de comando.
Os comandantes estão em negrito e o tempo (UTC) de duração marca da acoplagem até a desacoplagem da Shenzhou. Começando com a Expedição 4, a data de início da expedição será a da desacoplagem da nave lançada seis meses antes.

## Listas
| #                                                        | Tripulação                                | Veículo e data de acoplagem               | Veículo e data de desacoplagem            | Duração (dias)                            | Imagem da tripulação                      | Ref                                       |
| Fase de Validação de Tecnologias Críticas                | Fase de Validação de Tecnologias Críticas | Fase de Validação de Tecnologias Críticas | Fase de Validação de Tecnologias Críticas | Fase de Validação de Tecnologias Críticas | Fase de Validação de Tecnologias Críticas | Fase de Validação de Tecnologias Críticas |
| -------------------------------------------------------- | ----------------------------------------- | ----------------------------------------- | ----------------------------------------- | ----------------------------------------- | ----------------------------------------- | ----------------------------------------- |
| Expedição 1 17 de junho de 2021 - 16 de setembro de 2021 |                                           |                                           |                                           |                                           |                                           |                                           |
| 1                                                        | Nie Haisheng Liu Boming Tang Hongbo       | Shenzhou 12 17 de junho de 2021           | Shenzhou 12 16 de setembro de 2021        | 90d, 21h, 44m                             |                                           | [ 3 ]                                     |
| 1                                                        | Nie Haisheng Liu Boming Tang Hongbo       | Shenzhou 12 17 de junho de 2021           | Shenzhou 12 16 de setembro de 2021        | 90d, 21h, 44m                             |                                           | [ 3 ]                                     |
| Estação desabitada (29 dias)                             |                                           |                                           |                                           |                                           |                                           |                                           |
| Expedição 2 15 de outubro de 2021 - 15 de abril de 2022  |                                           |                                           |                                           |                                           |                                           |                                           |
| 2                                                        | Zhai Zhigang Wang Yaping Ye Guangfu       | Shenzhou 13 15 de outubro de 2021         | Shenzhou 13 15 de abril de 2022           | 181d, 17h, 55m                            |                                           | [ 4 ]                                     |
| 2                                                        | Zhai Zhigang Wang Yaping Ye Guangfu       | Shenzhou 13 15 de outubro de 2021         | Shenzhou 13 15 de abril de 2022           | 181d, 17h, 55m                            |                                           | [ 4 ]                                     |
| Estação desabitada (1 mês e 21 dias)                     |                                           |                                           |                                           |                                           |                                           |                                           |
| Fase de Construção                                       |                                           |                                           |                                           |                                           |                                           |                                           |
| Expedição 3 5 de junho de 2022 - 4 de dezembro de 2022   |                                           |                                           |                                           |                                           |                                           |                                           |
| 3                                                        | Chen Dong Liu Yang Cai Xuzhe              | Shenzhou 14 5 de junho de 2022            | Shenzhou 14 4 de dezembro de 2022         | 181d, 17h, 19m                            |                                           | [ 5 ] [ 6 ] [ 7 ]                         |
| 3                                                        | Fei Junlong Deng Qingming Zhang Lu        | Shenzhou 15 29 de novembro de 2022        | Continuaram para a expedição seguinte     | Continuaram para a expedição seguinte     |                                           | [ 5 ] [ 6 ] [ 7 ]                         |
| Fase Operacional                                         |                                           |                                           |                                           |                                           |                                           |                                           |
| Expedição 4 4 de dezembro de 2022 - 3 de junho de 2023   |                                           |                                           |                                           |                                           |                                           |                                           |
| 4                                                        | Fei Junlong Deng Qingming Zhang Lu        | Continuação da expedição anterior         | Shenzhou 15 3 de junho de 2023            | 181d, 10h, 28m                            |                                           | [ 9 ]                                     |
| 4                                                        | Jing Haipeng Zhu Yangzhu Gui Haichao      | Shenzhou 16 30 de maio de 2023            | Continuaram para a expedição seguinte     | Continuaram para a expedição seguinte     |                                           | [ 9 ]                                     |
| Expedição 5 3 de junho de 2023 - 30 de outubro de 2023   |                                           |                                           |                                           |                                           |                                           |                                           |
| 5                                                        | Jing Haipeng Zhu Yangzhu Gui Haichao      | Continuação da expedição anterior         | Shenzhou 16 30 de outubro de 2023         | 153d, 4h, 8m                              |                                           | [ 10 ]                                    |
| 5                                                        | Tang Hongbo Tang Shengjie Jiang Xinlin    | Shenzhou 17 26 de outubro de 2023         | Continuaram para a expedição seguinte     | Continuaram para a expedição seguinte     |                                           | [ 10 ]                                    |
| Expedição 6 30 de outubro de 2023 - 30 de abril de 2024  |                                           |                                           |                                           |                                           |                                           |                                           |
| 6                                                        | Tang Hongbo Tang Shengjie Jiang Xinlin    | Continuação da expedição anterior         | Shenzhou 17 30 de abril de 2024           | 182d, 12h, 6m                             |                                           | [ 11 ]                                    |
| 6                                                        | Ye Guangfu Li Cong Li Guangsu             | Shenzhou 18 25 de abril de 2024           | Continuaram para a expedição seguinte     | Continuaram para a expedição seguinte     |                                           | [ 11 ]                                    |
| Expedição 7 30 de abril de 2024 - 3 de novembro de 2024  |                                           |                                           |                                           |                                           |                                           |                                           |
| 7                                                        | Ye Guangfu Li Cong Li Guangsu             | Continuação da expedição anterior         | Shenzhou 18 03 de novembro de 2024        | 187d, 7h, 29m                             |                                           | [ 12 ]                                    |
| 7                                                        | Cai Xuzhe Song Lingdong Wang Haoze        | Shenzhou 19 30 de outubro de 2024         | Continuaram para a expedição seguinte     | Continuaram para a expedição seguinte     |                                           | [ 12 ]                                    |

### Expedição atual
| #           | Tripulação                         | Veículo e data de acoplagem       | Veículo e data de desacoplagem        | Duração (dias)                         | Imagem da tripulação | Ref    |
| ----------- | ---------------------------------- | --------------------------------- | ------------------------------------- | -------------------------------------- | -------------------- | ------ |
| Expedição 8 |                                    |                                   |                                       |                                        |                      |        |
| 8           | Cai Xuzhe Song Lingdong Wang Haoze | Continuação da expedição anterior | Shenzhou 19                           | 130 dia(s) e 20 hora(s) (em andamento) |                      | [ 13 ] |
| 8           | TBA                                | Shenzhou 20                       | Continuarão para a expedição seguinte | Continuarão para a expedição seguinte  |                      | [ 13 ] |

### Expedições futuras
| #           | Tripulação | Veículo e data de acoplagem       | Veículo e data de desacoplagem        | Duração (dias)                        | Imagem da tripulação | Ref |
| ----------- | ---------- | --------------------------------- | ------------------------------------- | ------------------------------------- | -------------------- | --- |
| Expedição 9 |            |                                   |                                       |                                       |                      |     |
| 9           | TBA        | Continuação da expedição anterior | Shenzhou 20                           |                                       |                      |     |
| 9           | TBA        | Shenzhou 21                       | Continuarão para a expedição seguinte | Continuarão para a expedição seguinte |                      |     |